# غاكوتو كوندو
غاكوتو كوندو (باليابانية: 近藤 岳登) (10 فبراير 1981 في تويوكاوا في اليابان – )؛ هو لاعب كرة قدم ياباني سابق كان يلعب كمدافع.

## وصلات خارجية
- غاكوتو كوندو على موقع رابطة كرة القدم اليابانية للمحترفين (اليابانية)
- غاكوتو كوندو على موقع قاعدة بيانات كرة القدم.إي يو (الإنجليزية)
- غاكوتو كوندو على موقع Soccerway.com (الإنجليزية)
- غاكوتو كوندو على موقع عالم كرة القدم.نت (الإنجليزية)
- غاكوتو كوندو على موقع كووورة